# Wanda (Argentina)
Wanda (pronunciat ‘vanda’) és una localitat argentina de la província de Misiones, situada dins del departament Iguazú. Se situa a una latitud de 25° 58' Sud i a una longitud de 54° 34' Oest. El municipi és denominat Colònia Wanda, no obstant això, la localitat és en general anomenada Wanda a seques.

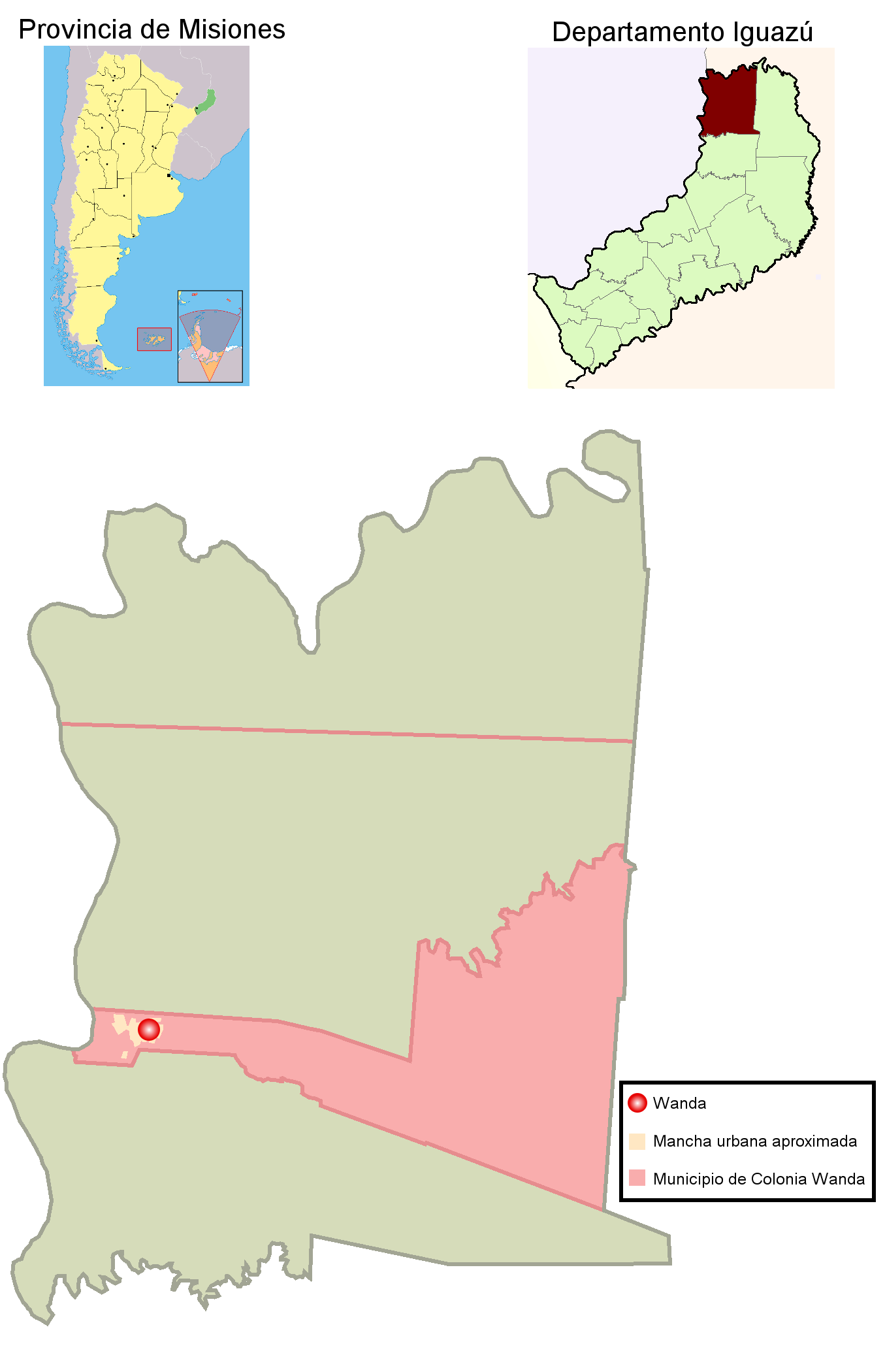
Municipi de Wanda respecte el departament d'Iguazú i la seva taca urbana.

El 2010 hi havia censades 15529 persones en tot el municipi, dels quals 13901 vivien a l'àrea urbana; el 2001 s'hi van censar 11799 a l'àrea urbana, cosa que representa un increment del 18% en 10 anys. Es troba a tan sols 55 quilòmetres de les Cascades de l'Iguaçú, i suposa una parada obligada per als turistes que recorren la província, visitant les mines d'extracció de pedres precioses i ornamentals. En l'actualitat, és la segona destinació turística triada dins de la província.
Wanda es troba ben comunicada a la resta del país per la Ruta Nacional 12, que la comunica amb Puerto Iguazú, Posadas i Buenos Aires. Així mateix a Wanda hi té el seu origen la ruta provincial Núm. 19, única via d'accés per a la ciutat d'Andresito i el pont internacional que comunica aquesta última amb Capanema, al Brasil.
La principal activitat econòmica és la reforestació; al voltant de la meitat de les terres del municipi estan cobertes per masses boscoses reforestades. També hi són importants el cultiu d'herba mate i el turisme.